# Skåne
Skánie (švédsky Skåne nebo Skåne län, latinsky Scania) je jeden z 21 švédských krajů (švédsky län) a také historická švédská provincie v nejjižnější části země.

## Historie
Skåne náleželo do roku 1658 Dánsku, dlouhá staletí však bylo provincií, na niž si činilo nárok vedle Dánska, odděleného od ní úzkou úžinou, i sousední Švédsko, jehož organickou součástí z geografického hlediska území je; jako takové byla provincie předmětem a důvodem řady ozbrojených konfliktů. Definitivně pak připadla Švédsku v roce 1658 na základě ujednání smlouvy zvané roskildský mír a zabraná provincie byla v průběhu 17. a 18. století podrobena asimilační politice.

## Geografie a administrativní členění

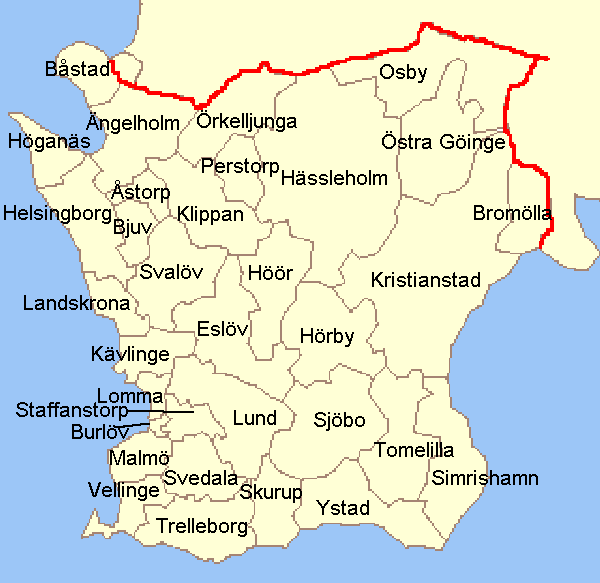
Okresy regionu Skåne

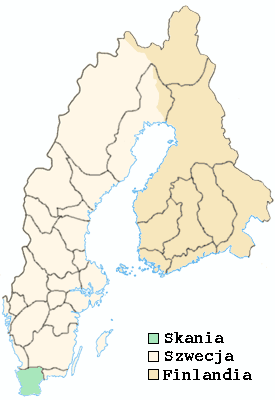
Skåne na historické mapě

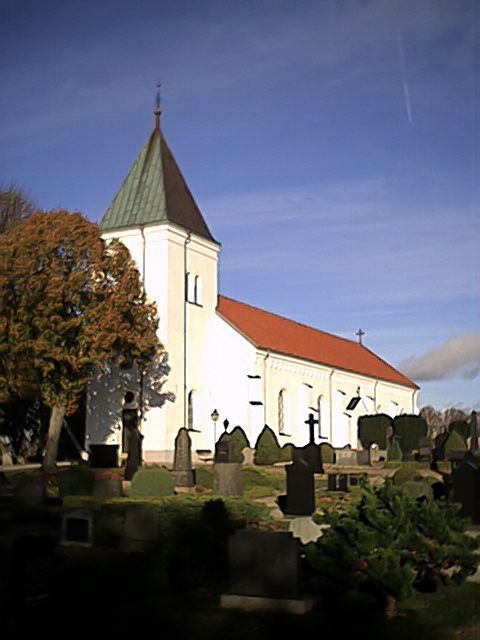
Kostel v Smedstorp, Tomelilla.

Nejvyšším místem regionu je Magleröd – 212 m n. m. Největším jezerem je Ivösjön. Na území Skåne se nacházejí tři národní parky – Söderåsen, Dalby Söderskog a Stenshuvud.
Území Skåne se nachází na poloostrově na úplném jihu Švédska, omývaném z jihu a východu Baltským mořem a ze západu úžinou Öresund. Sousedí na severu s regiony Halland a Kronoberg a na severovýchodě s Blekinge. Region je spojen s dánským ostrovem Sjælland mostem vedoucím přes úžinu Öresund. Sídly centrálních úřadů jsou města Malmö a Kristianstad, kulturním střediskem celostátního významu je také Lund.
Současný region vznikl 1. ledna 1997 po sloučení regionů Malmöhus a Kristianstad. Je rozdělen na 33 okresů. Jeho teritorium se překrývá (i když ne zcela) s územím historické provincie Skåne (Scania).
Region má rozlohu kolem 11 000 km². V roce 2004 zde žilo 1 159,4 tis. obyvatel, hustota zalidnění zde patří k nejvyšším v celé Skandinávii. Největším městem Skåne je Malmö, třetí největší město Švédska (290 078 obyvatel v červenci 2009). Další důležitá města jsou Helsingborg (87,9 tis.), Lund (73,8 tis.), Kristianstad (31,5 tis.), Landskrona (27,4 tis.), Trelleborg (24,9 tis.), Höganäs (24 tis. – r. 2008), Ängelholm (21,7 tis.), Hässleholm (17,3 tis.), Ystad (16,9 tis.) a Eslöv (15,5 tis.).

## Turismus
Skåne je země zámků; návštěvníkům je přístupná většina z více než 200 staveb tohoto charakteru, jež kromě zhlédnutí vlastní památky nabízejí i řadu zajímavých atrakcí.

## Zajímavosti
Latinský název Skåne – Scania – dal jméno strojírenskému podniku založeném v Malmö roku 1891, známém zejména výrobou nákladních automobilů (Scania).

## Významní rodáci a obyvatelé Skánie
- Frans Gunnar Bengtsson, spisovatel a básník
- Tycho Brahe, dvorní astronom císaře Rudolfa II.
- Dietrich Buxtehude, barokní varhaník a hudební skladatel
- Eagle-Eye Cherry, popový zpěvák
- Anita Ekbergová, modelka a herečka
- Marie Fredrikssonová, zpěvačka
- Per Albin Hansson, bývalý švédský premiér
- Zlatan Ibrahimović, fotbalista
- Jarl Kulle, herec
- Henrik Larsson, fotbalista
- Birgit Nilssonová, operní zpěvačka
- Gustaf Wilhelm Palm, malíř
- Ruben Rausing, vynálezce Tetra Paku
- Gunhild Sehlin, autorka knih pro děti
- Stellan Skarsgård, herec
- Max von Sydow, herec
- The Sounds – rocková kapela